# R. Heiner Schirmer
Rolf Heiner Schirmer (* 1. Februar 1942 in Bremen; † 20. September 2016) war ein deutscher Mediziner und Biochemiker. Von 1980 bis zu seiner Emeritierung 2007 war er Professor für Biochemie der Medizinischen Fakultät der Ruprecht-Karls-Universität Heidelberg.

## Leben
Rolf Heiner Schirmers Eltern waren Anna Schirmer, geborene Kleemeyer, und der Bauamtmann Walter Schirmer. Nach dem Abitur am Alten Gymnasium in Bremen studierte Schirmer von 1961 bis 1966 Medizin und Philosophie an den Universitäten Heidelberg und Basel. 1964 arbeitete er über Ionenpumpen erregbarer Membranen in Plymouth, England. 1966 wurde er bei Caspar Rüegg am Max-Planck-Institut für medizinische Forschung in Heidelberg mit dem Thema Die Besonderheiten der contractilen Proteine der Arterien promoviert. Im Jahr 1967 heiratete er die promovierte Ilse Eichler, mit der er drei Kinder (Markus, Andreas und Dominik hatte). Von 1967 bis 1970 leistete er seine Medizinalassistentenzeit in Innerer Medizin ab, hauptsächlich in der Ludolf-Krehl-Klinik, Heidelberg, aber auch als Postdoktorand am Dartmouth Medical School in New Hampshire. Von 1968 bis 1980 war er wissenschaftlicher Assistent am Max-Planck-Institut für medizinische Forschung, wo er zusammen mit Georg E. Schulz strukturelle und pharmakologische Untersuchungen an nucleotidbindenden Enzymen durchführte. 1975 hat er sich an der Universität Heidelberg für das Fach Biochemie habilitiert. Zusammen mit Schulz veröffentlichte er die Monografie Principles of Protein Structure (englisch 1979, japanisch 1980, russisch 1982). 1976 war Schirmer als Bicentennial Lecturer in Boston und Philadelphia tätig.
Schirmer folgte 1980 einem Ruf als Professor an den Lehrstuhl für Biochemie der Medizinischen Fakultät der Universität Heidelberg. Seine Forschungsgebiete umfassten die Biochemie parasitärer Zellen bei Malaria und bei Chagas'scher Kardiomyopathie sowie die Enzymstrukturen des Redoxmetabolismus als Angriffspunkte für die Chemotherapie bei Parasitosen. Seit 1987 arbeitete er in seinen Forschungssemestern am Dana-Farber Cancer Institute in Boston und an der University of Michigan. Von 1992 bis 1993 diente er als Dekan der Fakultät für Naturwissenschaftliche Medizin der Universität Heidelberg; von 1998 bis 2007 war er Facharzt und Facharztprüfer für Biochemie, und von 2002 bis 2007 Sachverständiger für Biochemie am Institut für medizinische und pharmazeutische Prüfungsfragen (IMPP) in Mainz. Er sprach neben Deutsch und Englisch auch Spanisch, Russisch und Französisch.

## Auszeichnungen
2002 erhielt Professor Schirmer den „Dream Action Award“ des niederländischen Chemiekonzerns DSM für die Entwicklung und klinische Prüfung Methylenblau-haltiger Medikamentenkombinationen gegen Malaria bei Kindern in Westafrika. Er arbeitet seither als Gründungsmitglied auch am Aufbau des Centre de Recherche en Santé de Nouna (CRSN), Burkina Faso.

## Veröffentlichungen (Auswahl)
- mit Georg E. Schulz, M. Elzinga und F. Marx: Three-dimensional structure of adenyl kinase. In: Nature. Band 250, 1974, S. 120–123.
- mit Georg E. Schulz: Topological comparison of adenyl kinase with other proteins. In: Nature. Band 250, 1974, S. 142–144.
- mit Georg E. Schulz, W. Sachsenheimer und E. F. Pai: The structure of the flavoenzyme glutathione reductase. In: Nature. Band 273, 1978, S. 120–124.
- mit Georg E. Schulz: Proteinstrukturen – Basis der molekularen Medizin. In: Umschau in Wissenschaft und Technik. Band 80, 1980, S. 680–682 (Einführung des Konzepts der Molekularen Medizin).
- mit Georg E. Schulz: Principles of Protein Structure. Springer, New York 1978. (auch japanisch, NN-Verlag, Tokio (1979), und russisch, Mir, Moskau (1982)).
- mit J. G. Müller und R. L. Krauth-Siegel: Disulfide-reductase inhibitors as chemotherapeutic agents: The design of drugs for trypanosomiasis and malaria. In: Angewandte Chemie International Edition. Band 34, 1995, S. 141–154. doi:10.1002/anie.199501411
- mit K. Becker, S. N. Savvides, M. A. Keese und P. A. Karplus: Enzyme inactivation through sulfhydryl oxidation by physiologic NO-carriers. In: Nature Structural Biology. 5, 1998, S. 267–271. PMID 9546215.
- mit S. M. Kanzok, A. Fechner, H. Bauer, J. K. Ulschmid, H. M. Müller, J. Botella-Munoz, S. Schneuwly und K. Becker: Substitution of the thioredoxin system for glutathione reductase in Drosophila melanogaster. In: Science. Band 291, 2001, S. 643–646.
- mit S. Gromer, L. Johansson, H. Bauer, L. D. Arscott, S. Rauch, D. P. Ballou, C. H. Williams Jr und E. S. J. Arnér: Active sites of thioredoxin reductases – why selenoproteins? In: Proceedings of the National Academy of Sciences. Band 100, 2003, S. 12618–12623.
- mit R. L. Krauth-Siegel und H. Bauer: Dithiol proteins as guardians of the intracellular redox milieu in parasites: Old and new drug targets in trypanosomes and malaria-causing plasmodia. In: Angewandte Chemie International Edition. Band 44, 2005, S. 690–715. doi:10.1002/anie.200300639
- mit H. Adler, M. Pickhardt und E. Mandelkow: Lest we forget you, methylene blue. In: Neurobiology of Aging. 32, 2325, 2011, S. e7–e2325, e16.
- mit B. Coulibaly, M. Pritsch, M. Bountogo, P. E. Meissner, E. Nebié, C. Klose, M. Kieser, N. Berens-Riha, A. Wieser, S. B. Sirima, J. Breitkreutz, A. Sié, F. P. Mockenhaupt, C. Drakeley, T. Bousema und O. Müller: Efficacy and safety of triple combination therapy with artesunate-amodiaquine- methylene blue for falciparum malaria in children: a randomized controlled trial in Burkina Faso. In: The Journal of Infectious Diseases. Band 211, 2015, S. 689–697.